# Elbenschwand
Elbenschwand è una frazione del comune tedesco di Kleines Wiesental, nel Baden-Württemberg.

Conta (2005) 168 abitanti.

## Storia
Elbenschwand costituì un comune autonomo fino al 1º gennaio 2009.